# Уинд-Ривер (хребет)
Уи́нд-Ри́вер (англ. Wind River Range) — горный хребет на западе штата Вайоминг (США), в системе Скалистых гор.
Протяжённость хребта составляет около 200 км. Высшая точка — Ганнет-Пик (4207 м). По оси хребта проходят выходы древних гранитов, на склонах — известняки и песчаники. Имеются следы древнего оледенения. Склоны покрыты хвойными лесами, на вершинах — альпийские луга.